# Otocryptis nigristigma
Otocryptis nigristigma là một loài thằn lằn trong họ Agamidae. Loài này được Bahir & Silva mô tả khoa học đầu tiên năm 2005.